# Ranchester
Ranchester – miasto w Stanach Zjednoczonych, w stanie Wyoming, w hrabstwie Sheridan.